# Tihanyi Árpád
Tihanyi Árpád (Győr, 1916. január 7. – Győr, 1957. december 31.) tanár, akit az 1956-os forradalom során végzett tevékenységéért később kivégeztek.

## Forradalmi tevékenysége
Tihanyi Árpád 1956-ban a Győrben működő Dunántúli Nemzeti Tanács tagja volt. Az október 25-i mosonmagyaróvári sortüzet követően egyike volt azoknak, akik a nemzeti tanács képviseletében Mosonmagyaróvárra siettek az eset kivizsgálására és az indulatok lecsillapítására. Határozott fellépésével nagy része volt abban, hogy a sortüzet követő lincshangulatban a tanácsháza előtti tüntetésnek nem volt halálos áldozata.

## Letartóztatása és kivégzése
Tihanyi Árpádot a mosonmagyaróvári események miatt 1956. december 27-én tartóztatták le. A demokratikus államrend megdöntésére szervezett összeesküvésben való részvétel és gyilkosságra való felbujtás vádjával előbb életfogytiglani börtönre, majd halálra ítélték és 1957. december 31-én kivégezték. Vagyonát elkobozták, özvegye félévi fizetése árán válthatta vissza ingóságaikat.
Halála után a családtagok megtalálták a bekecse gallérjába rejtett búcsúlevelét, amelyben hitett tett katolikus vallása mellett, és megnyugtatta családtagjait, hogy nem fél a haláltól.

## Emléke
Kivégzése után két árva maradt utána, Árpád és László. Az utóbbi a Szigethy Attila Alapítvány egyik vezetőjeként ma is a forradalom emlékének megőrzésért dolgozik.
Hamvai évtizedekig ismeretlen helyen nyugodtak, majd a rehabilitáció során a Győr-Nádorvárosi köztemető díszsírhelyén temették el újra. Emlékét Győr-Nádorvárosban utcanév őrzi. Győri Liszt Ferenc utcában az iskolája falán 2003-ban Sándor József Péter Alkotász által készített csempeportréja lett elhelyezve.